# Marshfield, England
Marshfield är en ort och civil parish i Storbritannien.   Den ligger i kommunen South Gloucestershire och riksdelen England, i den södra delen av landet, 150 km väster om huvudstaden London. Marshfield ligger 186 meter över havet och antalet invånare är 1 716.
Terrängen runt Marshfield är platt åt nordost, men åt sydväst är den kuperad. Marshfield ligger uppe på en höjd. Runt Marshfield är det ganska tätbefolkat, med 172 invånare per kvadratkilometer. Närmaste större samhälle är Bristol, 19,1 km väster om Marshfield. Trakten runt Marshfield består till största delen av jordbruksmark.